# メイソン・イングラート
メイソン・アレクサンダー・イングラート（Mason Alexander Englert, 1999年11月1日 - ）は、アメリカ合衆国テキサス州カウフマン郡フォーニー出身のプロ野球選手（投手）。右投両打。MLBのタンパベイ・レイズ所属。

## 経歴

### プロ入りとレンジャーズ傘下時代
2018年のMLBドラフト4巡目（全体119位）でテキサス・レンジャーズから指名され、プロ入り。この年の公式戦登板は無かった。
2019年は4月にトミー・ジョン手術を受けたため、全休した。
2020年は前年の手術、マイナーリーグ自体も新型コロナウイルスの影響で試合が開催されなかったため、公式戦の登板は無かった。
2021年、傘下のA級ダウンイースト・ウッドダックスでようやくプロデビュー。19試合に先発登板して6勝3敗、防御率4.35、90奪三振を記録した。
2022年はA+級ヒッコリー・クロウダッズとAA級フリスコ・ラフライダーズでプレーし、2球団合計で24試合に先発登板して8勝6敗、防御率3.64、136奪三振を記録した。

### タイガース時代
2022年12月7日にルール5ドラフトでデトロイト・タイガースから指名され、移籍した。
2023年の開幕はメジャーで迎え、3月30日のタンパベイ・レイズとのシーズン開幕戦でメジャーデビューを果たした。この年メジャーでは31試合（先発1試合）に登板して4勝3敗、防御率5.46、41奪三振を記録した。
2024年は12試合（先発1試合）に登板して1勝0敗、防御率5.40、16奪三振を記録した。
2025年2月7日にDFAとなった。

### レイズ時代
2025年2月12日にドリュー・ソマーズとのトレードで、レイズへ移籍した。

## 詳細情報

### 年度別投手成績
| 年 度    | 球 団    | 登 板 | 先 発 | 完 投 | 完 封 | 無 四 球 | 勝 利 | 敗 戦 | セ 丨 ブ | ホ 丨 ル ド | 勝 率 | 打 者 | 投 球 回 | 被 安 打 | 被 本 塁 打 | 与 四 球 | 敬 遠 | 与 死 球 | 奪 三 振 | 暴 投 | ボ 丨 ク | 失 点 | 自 責 点 | 防 御 率 | W H I P |
| -------- | -------- | ----- | ----- | ----- | ----- | -------- | ----- | ----- | -------- | ----------- | ----- | ----- | -------- | -------- | ----------- | -------- | ----- | -------- | -------- | ----- | -------- | ----- | -------- | -------- | ------- |
| 2023     | DET      | 31    | 1     | 0     | 0     | 0        | 4     | 3     | 0        | 2           | .571  | 253   | 56.0     | 67       | 12          | 17       | 0     | 2        | 41       | 2     | 0        | 39    | 34       | 5.46     | 1.50    |
| 2024     | DET      | 12    | 0     | 0     | 0     | 0        | 1     | 0     | 0        | 0           | 1.000 | 93    | 21.2     | 23       | 4           | 5        | 1     | 1        | 16       | 2     | 0        | 15    | 13       | 5.40     | 1.29    |
| MLB：2年 | MLB：2年 | 43    | 1     | 0     | 0     | 0        | 5     | 3     | 0        | 2           | .625  | 346   | 77.2     | 90       | 16          | 22       | 1     | 3        | 57       | 4     | 0        | 54    | 47       | 5.45     | 1.44    |

- 2024年度シーズン終了時

### 背番号
- 53（2023年 - 2024年）
- 59（2025年 - ）